# 尾小平志津香
尾小平 志津香（おこひら しずか、1968年10月6日 - ）は、日本の女性声優。劇団ショーマ/尾木プロ THE NEXT所属。広島県広島市出身。

## 人物
特技は洋裁、和裁、編物、ドラム、歌唱。

## 出演
太字はメインキャラクター。

### テレビアニメ
1996年
- こちら葛飾区亀有公園前派出所（1996年 - 2008年、両津よね、純の母、一郎、花丸よしこ、夏木ミミ、爆竜大佐の妻、三輪、ばあや、ミセス・エリザベス、老婆、目暮の母 他）
- こどものおもちゃ（おばさん）
- るろうに剣心 -明治剣客浪漫譚-（お近〈近江女〉、助手、主婦）

1997年
- キューティーハニーF（ミハル先生、ゴールドマダム）
- 金田一少年の事件簿（七瀬美雪の母、タケ）
- ケロケロちゃいむ（老婆）
- 夢のクレヨン王国（かえる先生 他）

1998年
- さくらももこ劇場 コジコジ（1998年 - 1999年、うめばちの母、先生の妹）
- 発明BOYカニパン（ナルト、審査員）
- ひみつのアッコちゃん（1998年版）（大将の母、おばあさん）

1999年
- おジャ魔女どれみ（ほうき魔女、マジョ松）
- 神風怪盗ジャンヌ（タケルの母）
- ごぞんじ!月光仮面くん（五目天婆さん）
- ビックリマン2000（中吉中吉）
- メダロット（コーイチ、大奥サチヨ、ユリさん）

2000年
- HUNTER×HUNTER（第1作）（斡旋嬢）
- 真・女神転生デビチル（おばあさん、やまんば）
- 陽だまりの樹（東湖の母、老婆、店の女）

2001年
- 格闘料理伝説ビストロレシピ（ビビンばあ）
- しあわせソウのオコジョさん（仙堂の母）
- デジモンテイマーズ（ババモン）
- テニスの王子様（竜崎スミレ、ベテラン店員スミレさん）
- バンパイヤン・キッズ（ドラママ）
- も〜っと!おジャ魔女どれみ（マジョ松）

2002年
- おジャ魔女どれみドッカ〜ン!（マジョ松）
- 真・女神転生Dチルドレン ライト&ダーク（ラミア）

2003年
- GUNSLINGER GIRL（オリガ）

2004年
- 愛してるぜベイベ★★（片倉三沙子）
- 陸奥圓明流外伝 修羅の刻（老婆）

2005年
- capeta（伸ちゃんの母親）
- 涼風（秋月琴乃）
- 蟲師（農家の女）

2006年
- おねがいマイメロディ 〜くるくるシャッフル!〜（花子）
- ひぐらしのなく頃に（2006年 - 2008年、園崎お魎） - 2シリーズ
- 僕等がいた（売店のおばさん）

2007年
- 人造昆虫カブトボーグ V×V（婦人警官）
- 猫の集会（祖母）

2008年
- とある魔術の禁書目録（寮監）

2009年
- エリアス ちいさなレスキューせん（クレイニー）
- クッキンアイドル アイ!マイ!まいん!（みちかの母）

2011年
- 遊☆戯☆王ZEXAL（鉄男の母）

2012年
- 獣旋バトル モンスーノ（フューチャー婆さん）

2016年
- 夏目友人帳 伍（親戚の女）
- ナンバカ（御十義 飾）

2018年
- 伊藤潤二 コレクション（理佐の母、祖母）

2020年
- ひぐらしのなく頃に業（2020年 - 2021年、園崎お魎）

2021年
- デジモンアドベンチャー:（ババモン）

2022年
- ハコヅメ〜交番女子の逆襲〜（斎藤）

2023年
- 魔術士オーフェンはぐれ旅 聖域編（アイルマンカー）

### OVA
- るろうに剣心 -明治剣客浪漫譚- 追憶編（1999年、女将）
- テニスの王子様 Original Video Animation 全国大会篇（2006年、竜崎スミレ）
- ひぐらしのなく頃に煌（2011年、園崎お魎）

### 劇場アニメ
1990年代
- キューティーハニーF 劇場版（1997年、ミハル先生）
- デジモンアドベンチャー（1999年、子供）

2000年代
- 劇場版 テニスの王子様 二人のサムライ The First Game（2005年、竜崎スミレ）
- 劇場版 テニスの王子様 跡部からの贈り物 〜君に捧げるテニプリ祭り〜（2005年、竜崎スミレ）

2010年代
- 劇場版 テニスの王子様 英国式庭球城決戦！（2011年、竜崎スミレ）

### ゲーム
1997年
- スタースイープ（ケン）
- るろうに剣心 -明治剣客浪漫譚- 十勇士陰謀編

2002年
- テニスの王子様 SWEAT & TEARS（竜崎スミレ）
- ヒカルの碁 平安幻想異聞録

2003年
- ゲゲゲの鬼太郎 異聞妖怪奇譚（姑獲鳥）
- 十二国記 -紅蓮の標 黄塵の路-（通行人）
- 探偵学園Q 奇翁館の殺意（漆坂幸子、漆坂摩子）

2005年
- NANA -ナナ-（坂上さん）

2006年
- テニスの王子様ドキドキサバイバル 山麓のMystic（竜崎スミレ）

2007年
- テニスの王子様ドキドキサバイバル 海辺のSecret（竜崎スミレ）
- テニスの王子様 CARD HUNTER（竜崎スミレ）
- ひぐらしのなく頃に 祭（園崎お魎）

2009年
- サイキン恋シテル?（ハマヨーコ）

2015年
- ひぐらしのなく頃に粋（園崎お魎）

### 吹き替え
- マックス・スティール（モリー〈マリア・ベロ〉）
- メンタリスト (テレビドラマ)（スーザン・ダーシー〈キャサリン・デント〉）

### CD
- ひぐらしのなく頃に（園崎お魎）
- 月に狼（女将、女）

### テレビドラマ
- 毛利元就（さだ）

### 舞台
- こちら葛飾区亀有公園前派出所（ピンチ）

### その他
- 東京声優プロデュース（TSP、講師）